# Menton
Menton (pronunciat en occità [menˈtu, meⁿˈtuⁿ] i localment [meⁿˈtaⁿ]; en francès [mɑ̃tɔ̃]) és un municipi francès situat al departament dels Alps Marítims i a la regió de Provença – Alps – Costa Blava. Fa frontera amb Itàlia i es troba a pocs quilòmetres de Mònaco.
La vila és una destinació turística nacional i compta amb actius culturals com el Museu de Jean Cocteau, que va passar llargues temporades a Menton, o la Festa de la llimona, organitzada cada febrer. A més, la ciutat acull un campus de l'Institut d'Estudis Polítics de París.
Amb una població de 28.231 habitants (2015), Menton és una ciutat costanera d'alta activitat turística, coneguda pel seu clima mediterrani, per la Basílica de Sant Miquel i pel seu símbol, la llimona: es tracta de l'única regió de la França metropolitana en la qual, gràcies a un microclima temperat, fructifiquen els llimoners. La bellesa de Menton, caracteritzada pels seus exuberants jardins i la seva arquitectura lígur, li va fer guanyar-se el sobrenom de "La perla de França", atorgat pel geògraf Élisée Reclus.

## Història
La fundació de la població la van fer els lígurs, (que també van fundar Mònaco i altres localitats properes), i després de diversos avatars històrics, en els quals va canviar de vassallatge una vegada i una altra, es va convertir en ciutat cap al 1200. Del 1346 al 1848, la ciutat de Menton va pertànyer al Principat de Mònaco, amb l'única interrupció de la Revolució Francesa.
Després d'un breu període en què va pertànyer a Sardenya, el 1860 passa a formar part de França, com a conseqüència d'un referèndum. A la darreria del segle xix i principis del XX, Menton, com a part de la Costa Blava, començaria a rebre un important influx de turistes europeus, entre els quals destacarien els anglesos i els russos. El novel·lista Vicente Blasco Ibáñez va morir a Menton. Durant la Segona Guerra Mundial va ser ocupada per Itàlia, de 1940 a 1943.

## Fills il·lustres
- Guido Sommi-Picenardi (1893-1949), noble i compositor musical.

## Demografia
| Evolució de la població |       |       |      |      |      |      |      |      |
| 1793                    | 1800  | 1806  | 1821 | 1831 | 1836 | 1841 | 1846 | 1851 |
| 3 060                   | 3 289 | 3 336 | -    | -    | -    | -    | -    | -    |

| 1856 | 1861  | 1866  | 1872  | 1876  | 1881   | 1886  | 1891  | 1896  |
| ---- | ----- | ----- | ----- | ----- | ------ | ----- | ----- | ----- |
| -    | 4 904 | 5 699 | 6 644 | 7 819 | 11 000 | 9 387 | 9 050 | 9 044 |

| 1901  | 1906   | 1911   | 1921   | 1926   | 1931   | 1936   | 1946   | 1954   |
| ----- | ------ | ------ | ------ | ------ | ------ | ------ | ------ | ------ |
| 9 944 | 13 029 | 18 001 | 18 645 | 22 604 | 23 417 | 21 703 | 13 864 | 17 109 |

| 1962   | 1968   | 1975   | 1982   | 1990   | 1999   | 2006 | 2011 | 2016 |
| ------ | ------ | ------ | ------ | ------ | ------ | ---- | ---- | ---- |
| 19 904 | 25 040 | 25 143 | 25 086 | 29 141 | 28 812 | -    | -    | -    |

| 2019 | - | - | - | - | - | - | - | - |
| ---- | - | - | - | - | - | - | - | - |
| -    | - | - | - | - | - | - | - | - |

## Administració
| Període   | Identitat          | Partit        |
| --------- | ------------------ | ------------- |
| 1953-1977 | Francis Palmero    | Divers droite |
| 1977-1989 | Emmanuel Aubert    | RPR           |
| 1989-     | Jean-Claude Guibal | UMP           |

## Ciutats agermanades
- Montreux (Suïssa)
- Baden-Baden, Alemanya
- Sotxi, Rússia
- Namur
- València
- Noordwijk
- Nàuplia